# Biserska reka
Biserska reka (bułg. Бисерска река) – rzeka w południowej Bułgarii. 
Swój bieg zaczyna pod Goraty w Rodopach Wschodnich, na wysokości 425 m n.p.m., pod nazwą Domuzdere, 700 m od miejscowości Popowec. Płynie szeroką aluwialną doliną między północno-zachodnim grzbietem górskim Czap, południowym Chuchła oraz północnym Gorata i wzniesieniu Gradiszte. Do wsi Sławjanowo biegnie na północ i północny wschód, po czym zakręca wschód. W środkowej części rzeki nazywa się Golama reka. Mijając miejscowość Biser nosi nazwę Biserska reka. Między miejscowościami Lesznikowo a Biser przepływa przez przełom, po czym wpływa w dolinę Maricy. Jest prawym ujściem Maricy, na wysokości 64 m n.p.m., 1 km na północny wschód od Lubimca. Rzeka ma 46,2 km długości, średni przypływ wynosi 2,2 m³/s, mierzony w Lubimcu oraz powierzchnię dorzecza o wielkości 411 km², co stanowi 0,78% powierzchni dorzecza Maricy. Dział wód rzędu dorzecza Maricy Biserskiej reki graniczy z Charmanlijską reką oraz Ardą
Do Biserskiej reki uchodzą: 
- lewe dopływy: Tokmaklijska reka, Azmakdere, Karamandere.

- prawe dopływy: Karandere, Kawakłydere, Achrjanska reka, Kjutjukludere, Kurudere, Azmak, Urumdere, Pałakmedere, Topdere, Czatmadere.

Rzeka przepływa przez 6 miejscowości: kolejno Popowec, Dołno Botewo, Sławjanowo, Bolarski izwor, Lesznikowo, Biser.